# Cymus californicus
Cymus californicus är en insektsart som beskrevs av Hamid 1975. Cymus californicus ingår i släktet Cymus och familjen Cymidae. Inga underarter finns listade i Catalogue of Life.